# Compuerta tipo tejado
La compuerta tipo tejado es un tipo de compuerta hidráulica utilizado en vertederos de presas. Es operada utilizando el desnivel de agua creado por éstas y no requiere de equipo mecánico para su operación.
La necesidad de contar con una cámara donde se abate la compuerta hace que el vertedero no pueda tener la forma óptima, lo que incrementa el volumen de hormigón del mismo.